# Marquesado de Trives
El marquesado de Trives es un título nobiliario español creado por el rey Alfonso XII en favor de Nicanor Alvarado y Casanova, diputado a Cortes por Orense, el 30 de enero de 1875 por real decreto y el 17 de mayo del mismo año por real despacho.
Fue rehabilitado en 2012, durante el reinado de Juan Carlos I, por María Luisa Fernández de Córdoba y Maldonado.

## Marqueses de Trives
|                                  | Titular                                      | Periodo                  |
| Creación por Alfonso XII         | Creación por Alfonso XII                     | Creación por Alfonso XII |
| -------------------------------- | -------------------------------------------- | ------------------------ |
| I                                | Nicanor Alvarado y Casanova                  | 1875-1897                |
| II                               | Jacinta de Alvarado y Barroeta               | 1897-1921                |
| III                              | María Luisa Maldonado y Alvarado             | 1923-¿?                  |
| Rehabilitación por Juan Carlos I |                                              |                          |
| IV                               | María Luisa Fernández de Córdoba y Maldonado | 2013-hoy                 |

## Historia de los marqueses de Trives
- Nicanor Alvarado y Casanova (m. 16 de julio de 1897), I marqués de Trives y diputado a Cortes.[1]

Casó con Luisa Carlota de Barroeta-Aldamar y González de Echevarri (m. 1905), benefactora y presidenta de la Junta de Damas de Honor y Mérito de la Real Sociedad Matritense de Amigos del País, vicepresidenta del Real Patronato de las Escuelas de Párvulos y dama noble de la Orden de María Luisa desde 1878. El 18 de mayo de 1897 le sucedió su hija:
- Jacinta de Alvarado y Barroeta-Aldamar (m. Madrid, 29 de abril de 1921), II marquesa de Trives.[1]

Casó con Fernando Maldonado y González de la Riva, VI marqués de Castellanos y II vizconde de Hormaza. El 7 de febrero de 1923 le sucedió su hija:
- María Luisa Maldonado y Alvarado, III marquesa de Trives, VII marquesa de Castellanos.[1]

Casó con Evaristo Correa y Calderón. El 14 de marzo de 2013, tras solicitud cursada el 21 de marzo de 2011 (BOE del 30 de abril) y real decreto del 7 de diciembre de 2012 (BOE del día 22 del mismo mes), le sucedió, por rehabilitación, su sobrina:
- María Luisa Fernández de Córdoba y Maldonado, IV marquesa de Trives, marquesa de Revilla de la Cañada.